# Gertrudis de Hackeborn
Gertrudis de Hackeborn (1232 Halberstat, Alemania – 17 de noviembre de 1292, Helfta, Eisleben, Ibídem) fue una abadesa del convento cisterciense de Santa María de Helfta, localidad cercana a Eisleben, en la moderna Alemania.

## Vida
Gertrudis nació cerca de Halberstat en 1232. Era miembro de la dinastía Hackeborn de Turingia y hermana de Matilde. A una edad joven, entró en el convento cisterciense de Rossdorf, donde fue elegida abadesa en 1251 a la edad de 19 años. Fundó el convento de Hederleben en 1253 con la ayuda de sus dos hermanos, Alberto y Luis, pero padeció falta de agua, de manera que recibió el castillo de Helpeda (Helfta) y la tierra que lo rodeaba y trasladó a su comunidad allí en 1258.
Mientras era abadesa, el convento de Helfta se hizo famosa por todo el Sacro Imperio Romano Germánico por sus prácticas de ascetismo y misticismo. Gertrudis exigía que sus monjas fueran educadas en las artes liberales, pero especialmente en la Biblia. Bajo el liderazgo de la abadesa Gertrudis, el monasterio de Helfta fue muy considerado por su vitalidad espiritual e intelectual. A pesar de la protección de poderosas familias, fue saqueado al menos dos veces en tiempos de Gertrudis.
Gertrudis de Hackeborn no debe ser confundida con santa Gertrudis la Grande. La abadesa nunca escribió nada, ni recibió ninguna revelación de Dios ni fue canonizada. Gertrudis la Grande nació unos veinticuatro años después de ella, y vivió como una monja común y corriente en el convento de Helfta.